# Eurychoera banna
Eurychoera banna är en spindelart som beskrevs av Zhang, Zhu och Song 2004. Eurychoera banna ingår i släktet Eurychoera och familjen vårdnätsspindlar. Inga underarter finns listade i Catalogue of Life.